# Pica de Thomas
Ochotona thomasi és una espècie de pica de la família dels ocotònids que viu a la Xina. Està amenaçada d'extinció per la pèrdua del seu hàbitat natural.
Aquest tàxon fou anomenat en honor de l'eminent mastòleg britànic Oldfield Thomas.